# 종합운동장역 (부산)
종합운동장(부산의료원)역(Sports Complex station, 綜合運動場驛)은 대한민국 부산광역시 연제구 거제동에 있는 부산 도시철도 3호선의 전철역이다.

## 개요
부역명은 빅토리움(Victorium)이었으나 계약 만료로 삭제되었다. 인근에 부산아시아드주경기장과 시립 부산 의료원, 사직야구장이 있다. 2008년 부산교통공사가 부산광역시 연고의 프로 야구단인 롯데 자이언츠와 프로농구단 부산 KTF 매직윙스 (현 부산 kt 소닉붐)와의 공동마케팅의 일환으로 이 역의 대합실을 스포츠 테마존으로 리모델링했다. 이 역의 대합실 기둥은 롯데 선수들의 사진과 야구단 마스코트 등으로 꾸며져 있다. 또 대합실의 한쪽 벽면은 부산 kt 선수들의 사진으로, 반대쪽 벽면에는 롯데 자이언츠의 연혁과 구단의 활약 등을 설명한 글 등으로 꾸며져 있다. 이 역의 리모델링은 2008년 9월에 마무리되었다. 이 역 안내방송은 강민호, 신기성, 표명일, 이범영, 조성민 등이 녹음했다.

## 역 구조
2면 2선의 곡선 상대식 승강장의 지하역이며, 스크린도어가 설치되어 있다. 전국의 도시철도 역들 중 곡선의 각도가 가장 심해(L자 모양-90도 정도 됨) 승강장과 열차 사이의 틈새가 매우 넓어서 발빠짐 사고를 조심해야 하는 역이다. 출구는 8개다.
- 반대편횡단: 가능

### 승강장
| 거제 ↑ |
| \| 상  |
| ↓ 사직 |

| 상행 | ● 부산 도시철도 3호선 | 연산·수영 방면 |
| 하행 | ● 부산 도시철도 3호선 | 구포·대저 방면 |

## 역 주변
- 부산사직종합운동장
- 부산빅토리움
- 부산아시아드주경기장 (프로축구 K리그2 부산 아이파크 홈구장)
- 부산종합운동장 보조경기장
- 사직야구장 (프로 야구 KBO 리그 롯데 자이언츠 홈구장)
- 사직실내체육관 (프로농구 부산 KCC 이지스, 여자프로농구 부산 BNK 썸 홈구장)
- 사직실내수영장
- 부산아시아드조각광장
- 남문초등학교
- 창신초등학교
- 부산고등법원.검찰청
- 세계로 병원
- CGV아시아드(홈플러스 내)
- 거제현대홈타운 1,2차파트
- 거제쌍용스윗닷홈
- 부산의료원
- 현대타운 아파트
- 사직1차 쌍용예가 아파트
- 홈플러스 아시아드점
- 롯데리아

## 승차량 변동
| 노선  | 승차 인원 | 승차 인원 | 승차 인원 | 승차 인원 | 승차 인원 | 승차 인원 | 승차 인원 | 승차 인원 | 주 석 |
| 노선  | 2005년    | 2006년    | 2007년    | 2008년    | 2009년    | 2010년    | 2011년    | 2012년    | 주 석 |
| ----- | --------- | --------- | --------- | --------- | --------- | --------- | --------- | --------- | ----- |
| 3호선 | 3709      | 4348      | 4967      | 5556      | 5782      | 5937      | 6436      | 6588      | [ 4 ] |
| 노선  | 2013년    | 2014년    | 2015년    | 2016년    | 2017년    | 2018년    | 2019년    | 2020년    |       |
| 3호선 | 6394      | 6359      | 6196      | ?         | ?         | ?         | ?         | ?         | [ 4 ] |

## 사진

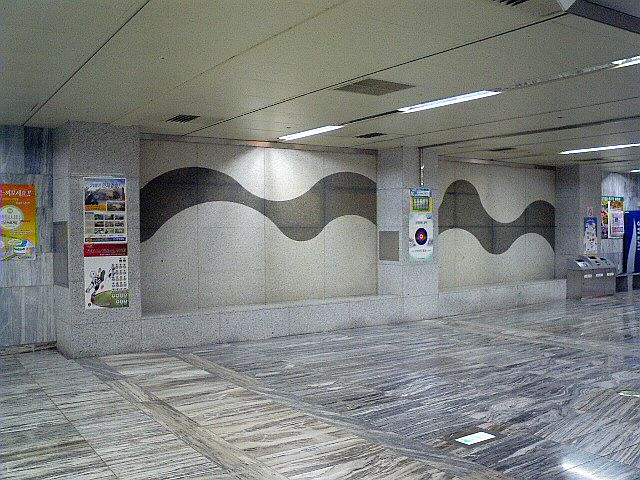
분수대

## 인접한 역
| 부산 도시철도 3호선 | 부산 도시철도 3호선   | 부산 도시철도 3호선 |
| ------------------- | --------------------- | ------------------- |
| 306 거제 수영 방면  | ● 부산 도시철도 3호선 | 308 사직 대저 방면  |